# Madame Antoine Meilland
‘Madame Antoine Meilland’, hybride de thé connu dans les pays anglophones sous le nom de ‘Peace’ et dans les pays germanophones sous le nom de ‘Gloria Dei’, est l'un des rosiers cultivés les plus célèbres de tous les temps. Il a été dédié par son créateur à sa mère, née Claudia Dubreuil, fille de Francis Dubreuil.

## Historique

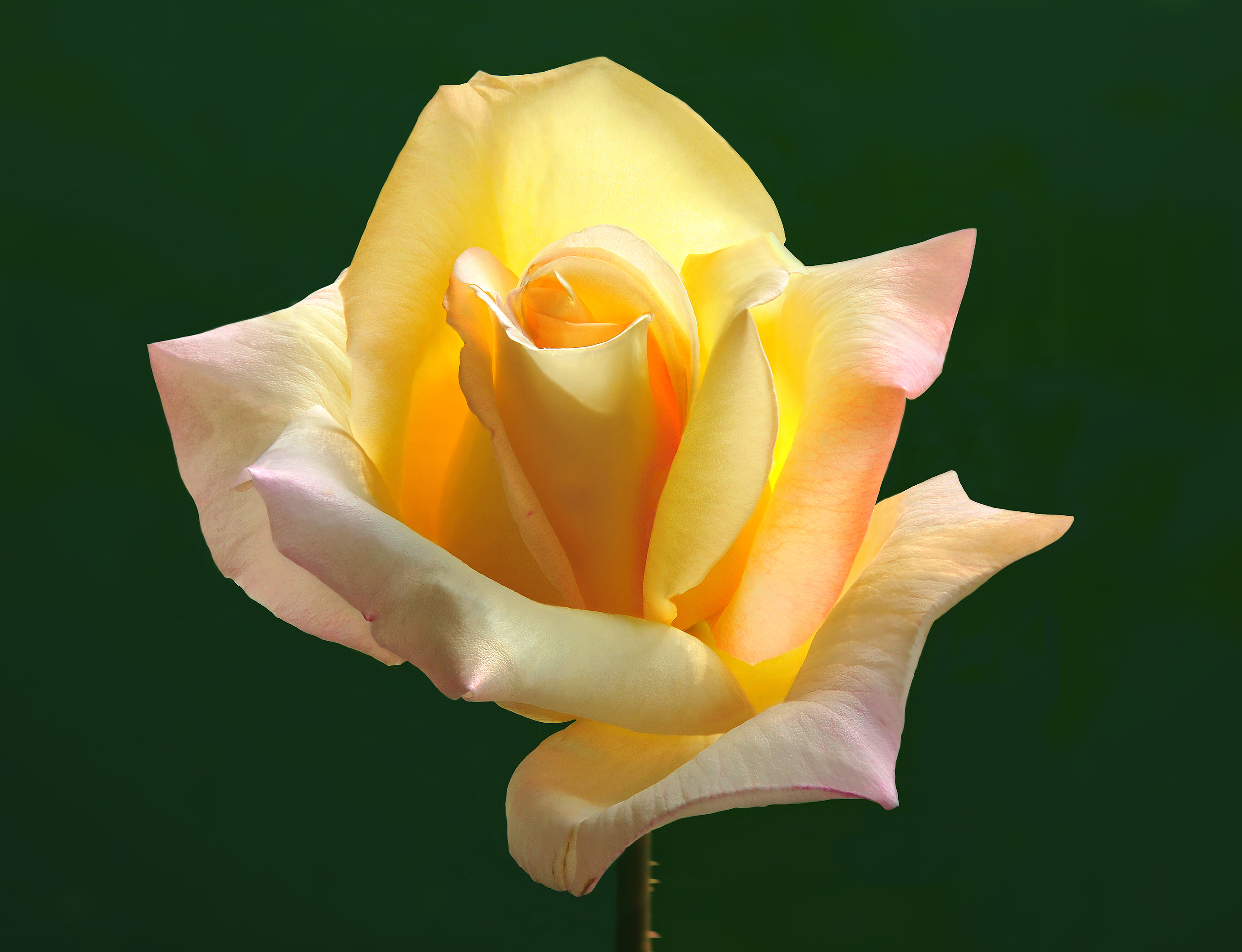
‘Mme A. Meilland’.

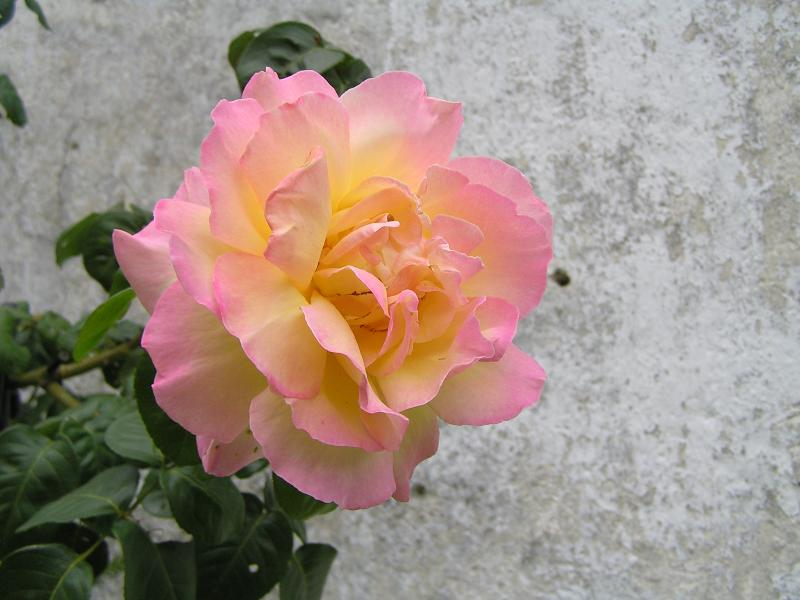
‘Mme A. Meilland’.

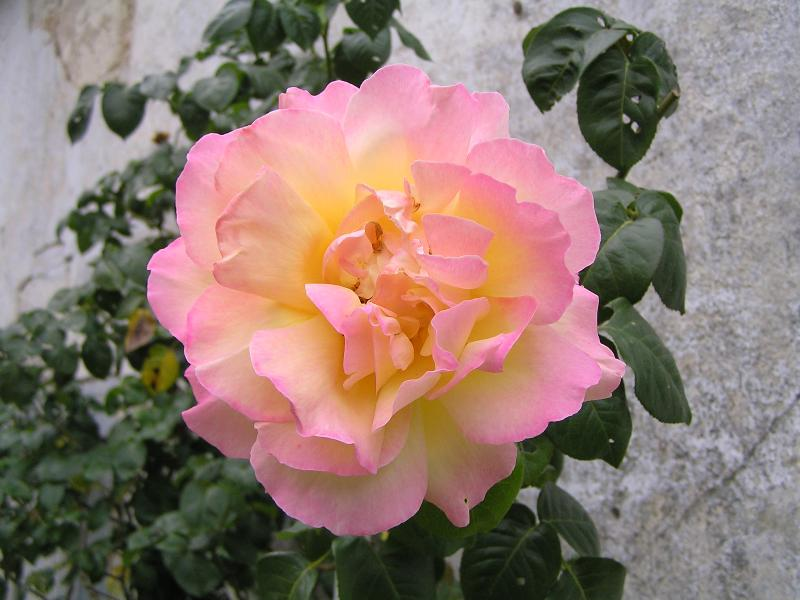
‘Mme A. Meilland’.

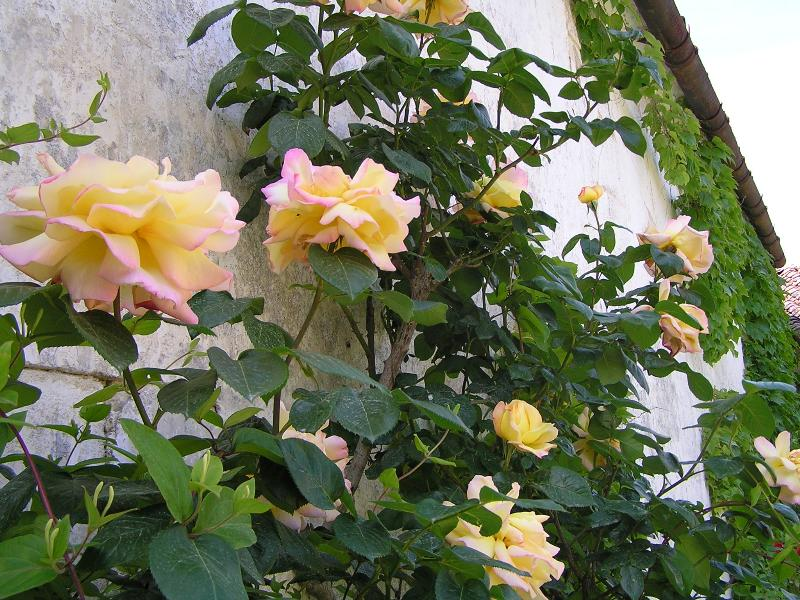
‘Mme A. Meilland’ grimpant.

En 1935, Francis Meilland, en voyage aux États-Unis, note sur son carnet d’hybridation un nouveau croisement : '3-35-40' : 'Johanna Hill' x semis ('CP Kilham' X 'Margareth McGredy').
À l'automne 1936, '3-35-40' sera envoyé juste avant la guerre à tous les correspondants internationaux de Meilland. Cette nouvelle rose se voit décerner le 1er Prix, la médaille d’or et la mention « Plus belle rose de France » au concours international de roses nouvelles de Lyon.
En 1942, Francis Meilland publie la variété au catalogue Meilland, sous le nom de feue sa mère : Mme A. Meilland.
Après la guerre, il reçoit une nouvelle inattendue : '3-35-40' a été nommé ‘Peace’ le 29 avril 1945 par son introducteur, Robert Pyle de la société Conard et Jones company. C'était le jour même de la chute de Berlin, date considérée officiellement comme marquant la fin de la Seconde Guerre mondiale en Europe.
Reconnaissant ses qualités exceptionnelles, l’American Rose Society (ARS) présente la rose à Pasadena, en Californie, et offre une rose ‘Peace’ à chaque délégué de la future Organisation des Nations unies lors de la première réunion à San Francisco. Chaque Rose ‘Peace’ est accompagnée de ce message : 

« Ceci est la rose ‘Peace’ qui a été baptisée à l’exposition de la Pacific Rose Society à Pasadena le jour de la chute de Berlin. Nous espérons que ‘Peace’ influencera les hommes pour la paix dans le monde. »

— Dr RC Allen, Président de l’ARS.

## Description
‘Madame Antoine Meilland’ est un hybride de thé tétraploïde à très grandes fleurs (elles ont fréquemment un diamètre de 16 à 18 cm), très doubles, qui s'ouvrent en coupe. Leur couleur, d'un jaune or à clair ou crème légèrement ourlé de carmin varie suivant le sol, l'ensoleillement et d'un jour à l'autre avec l'âge de la fleur. Elles sont solitaires ou par deux ou trois sur de fortes tiges. La floraison peut être quasi continue d'avril à octobre.
Le feuillage est vert vif.
Sa forme buisson est haute de 80 à 90 cm et il existe une variété grimpante très vigoureuse haute de 3 mètres.
C'est un rosier vigoureux, résistant aux maladies et il garde toutes ses qualités au fil des années, ce qui le rend très populaire dans les jardins et dans le commerce floral. Créé juste avant la Seconde Guerre mondiale par Francis Meilland, il a commencé à être diffusé en 1945 et plus d'une centaine de millions de plants en ont été vendus dans le monde.
Dans son livre Roses paru en 1992, Peter Beales, expert rosiériste anglais, affirme : « ‘Peace’ est, sans aucun doute, le plus bel hybride de thé jamais produit et il restera pour toujours une variété standard. »

## Distinctions
- ‘Mme A. Meilland / Peace’ est la seule gagnante de l’A.A.R.S. – All-America Rose Selections – en 1946.
- C’est aussi la première variété récompensée du titre Rose favorite du monde par le Hall of Fame en 1976 de la WFRS (Fédération mondiale des sociétés de roses).
- La Haye, 1965
- Médaille d'or ARS, 1947
- AARS, 1946
- Médaille d'or à Portland, 1944

## Ascendance et filiation
Le rosier ‘Madame A. Meilland’ est le résultat du croisement suivant : 
[(‘George Dickson’ × ‘Souvenir de Claudius Pernet’) × (‘Joanna Hill’ × ‘Charles P. Kilham’)] × ‘Margaret Mc Gredy’.
Parmi les près de 400 descendants obtenus depuis les années 1950, on peut noter le rosier ‘Chicago Peace’, un « sport » apparu en 1962 dans la région de Chicago (États-Unis) qui se distingue de ‘Madame A. Meilland’ par la couleur de ses fleurs, nettement ourlées de rose. Sur les 18 autres  mutations naturelles de ‘Peace’ qui sont déclarées et éditées, on peut aussi citer ‘Kronenbourg/Flaming Peace’.
Parmi ses descendants remarquables, on note ‘Isabelle de France’ de Charles Mallerin, ‘Rose Gaujard’ de Gaujard, ‘Mischief’ de McGredy, ‘Memoriam’ de Von Abrams, ‘Belle Époque’ de Kriloff, ‘Berlin', ‘Karl Herbst’ et ‘Gold Crown’ de Kordes, ‘Diorama’ de De Ruiter, ‘O Sole Mio’ et 'Souvenir de Marcel Proust' de Delbard, ‘Garden Party’, ‘Perfume Delight’ et ‘Royal Highness’ de Swim & Weeks, ‘Better Homes and Gardens’ de Warriner, ‘Allspice’ de Armstrong, 'Condesa de Mayalde' de Dot, ‘Love and Peace/ Pullman Orient Express’ de Ping Lim, ‘Sterling Silver’ de Fisher, ‘Prima Ballerina’ et ‘Super Star’ de Tantau, 'Dame de Cœur' de Lens, 'Grand Siècle' de Delbard, etc.
La Maison Meilland a elle-même utilisé ‘Peace’ pour obtenir ‘Confidence’ (1954), ‘Message’ et ‘Grace de Monaco’ (1956), ‘Christian Dior’ (1959), ‘Baronne Edmond de Rothschild’ (1968), 'Princesse de Monaco' (1981) et beaucoup d’autres variétés.

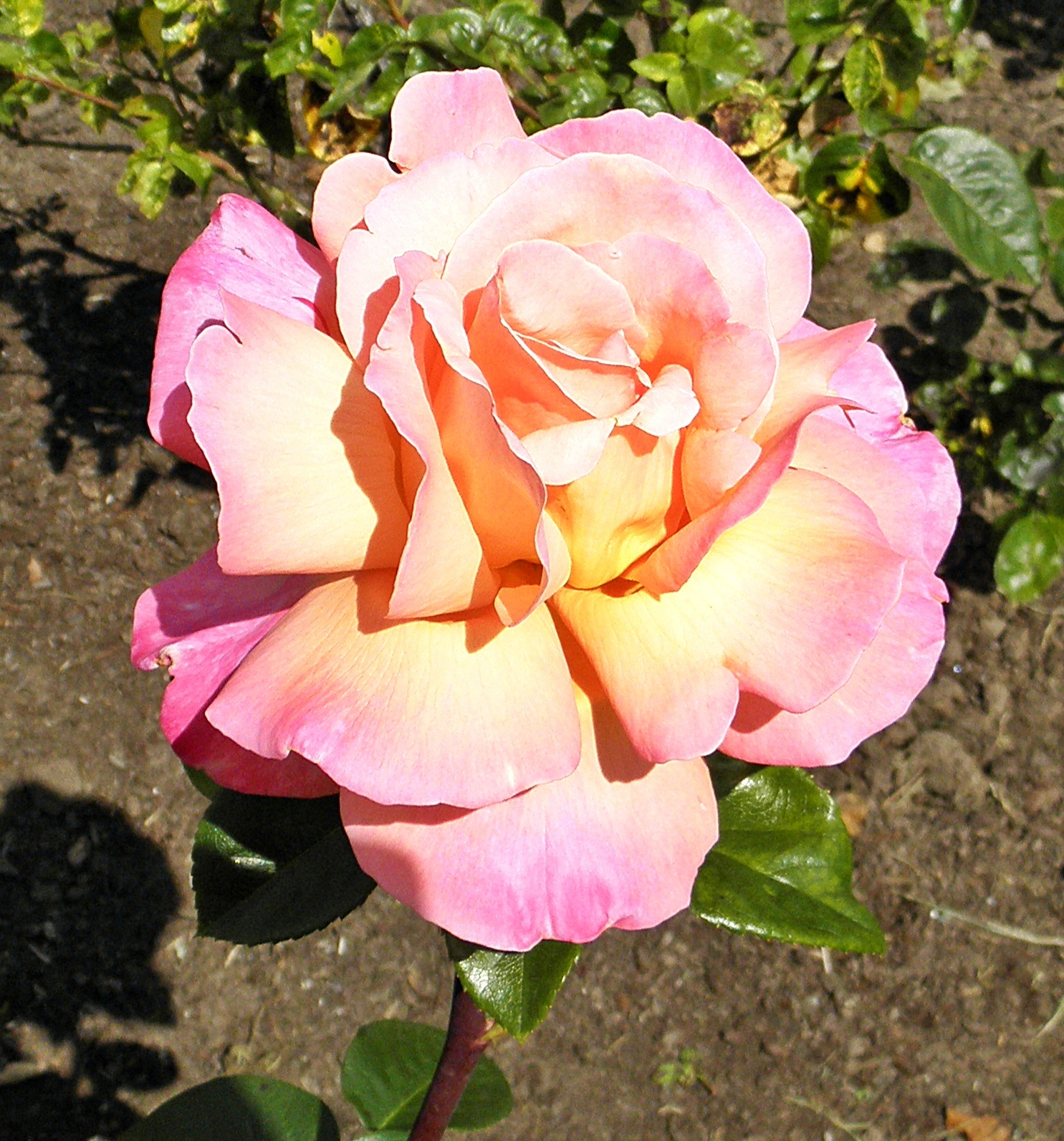
‘Lucky Piece’ (Gordon 1958)
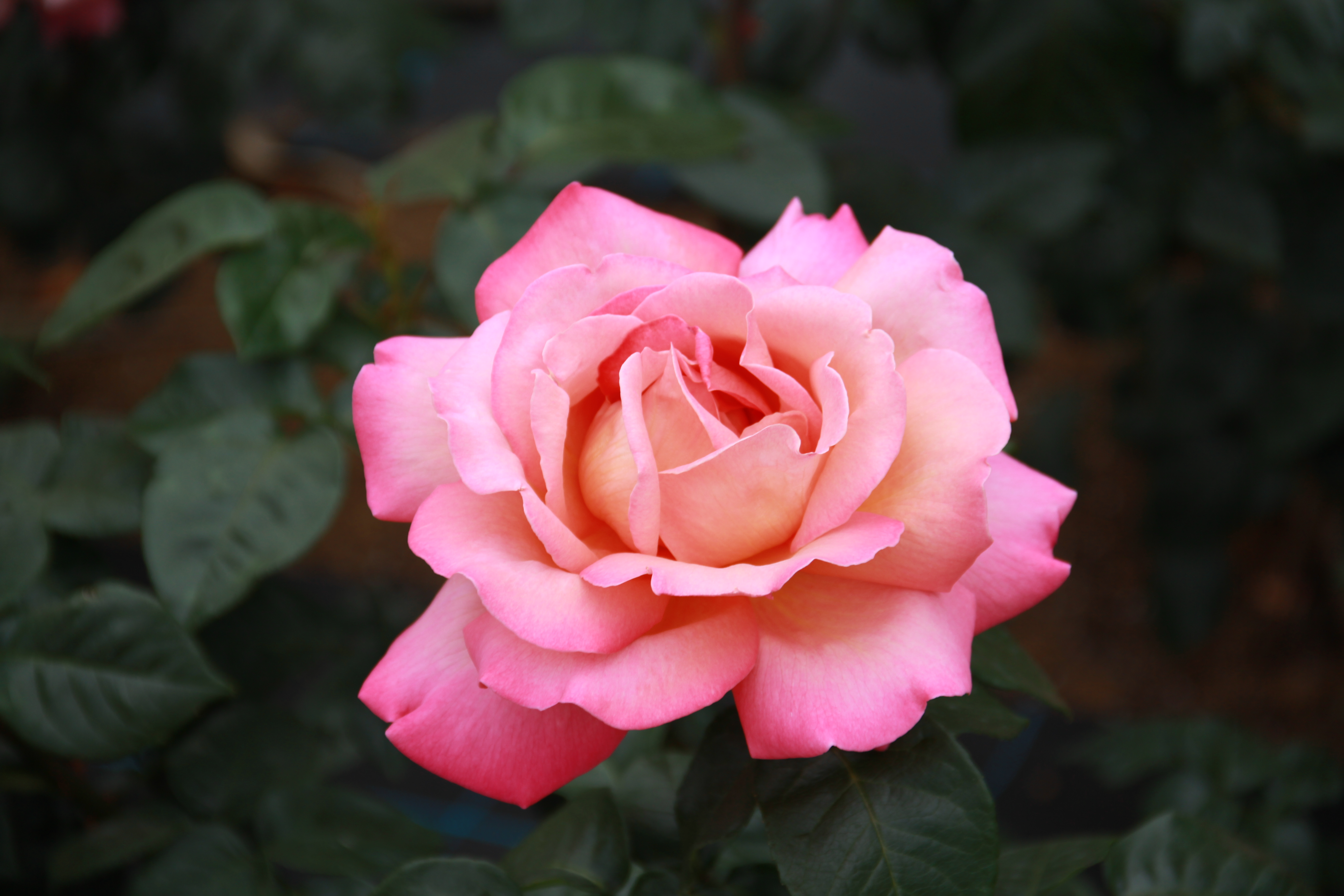
‘Chicago Peace’ (Johnston 1962)
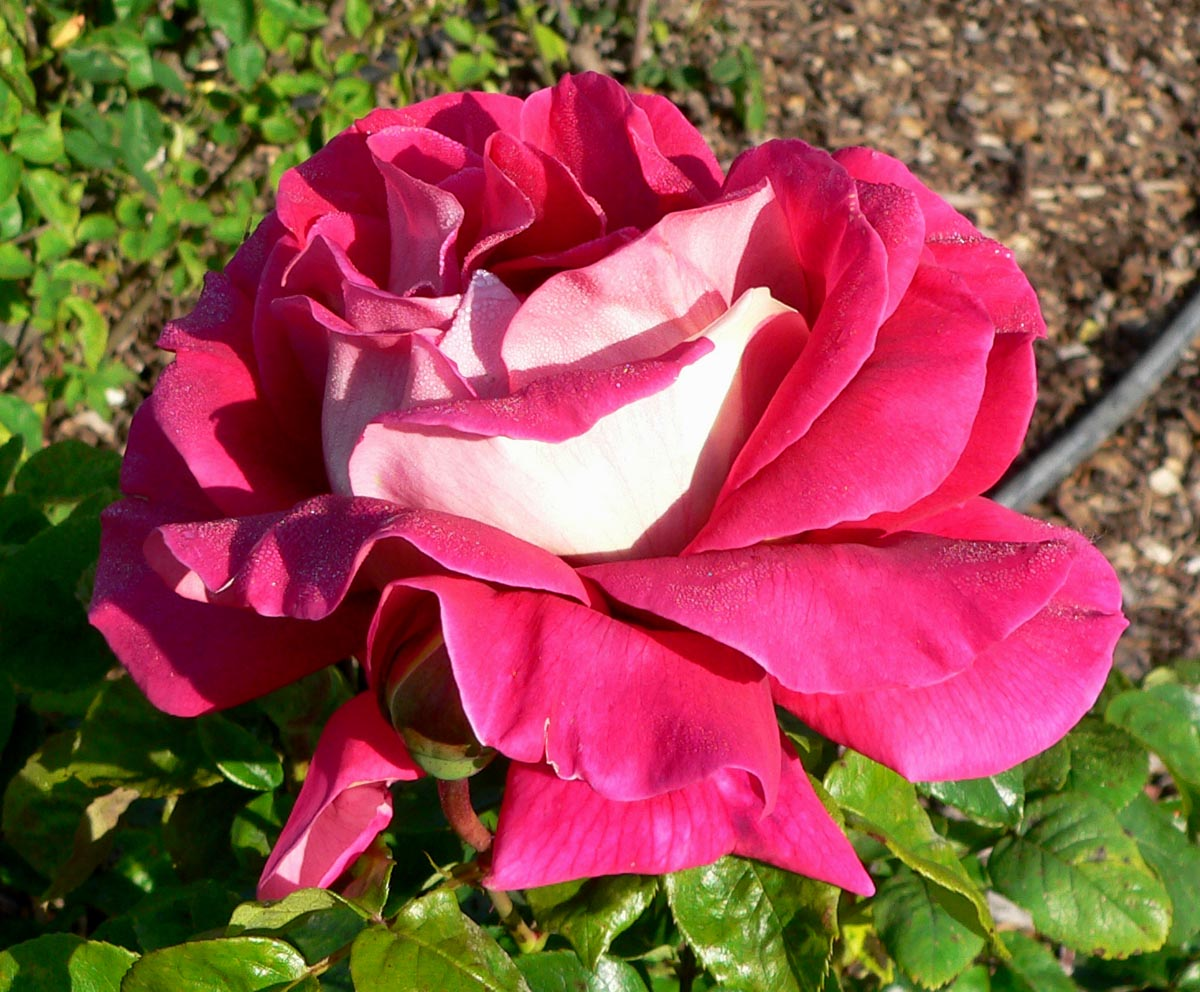
‘Kronenbourg’ (McGredy 1966)
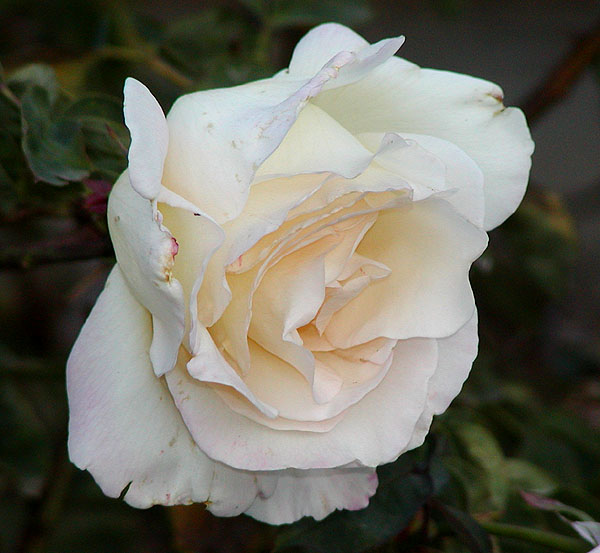
‘Garden Party’ (Swim 1959)
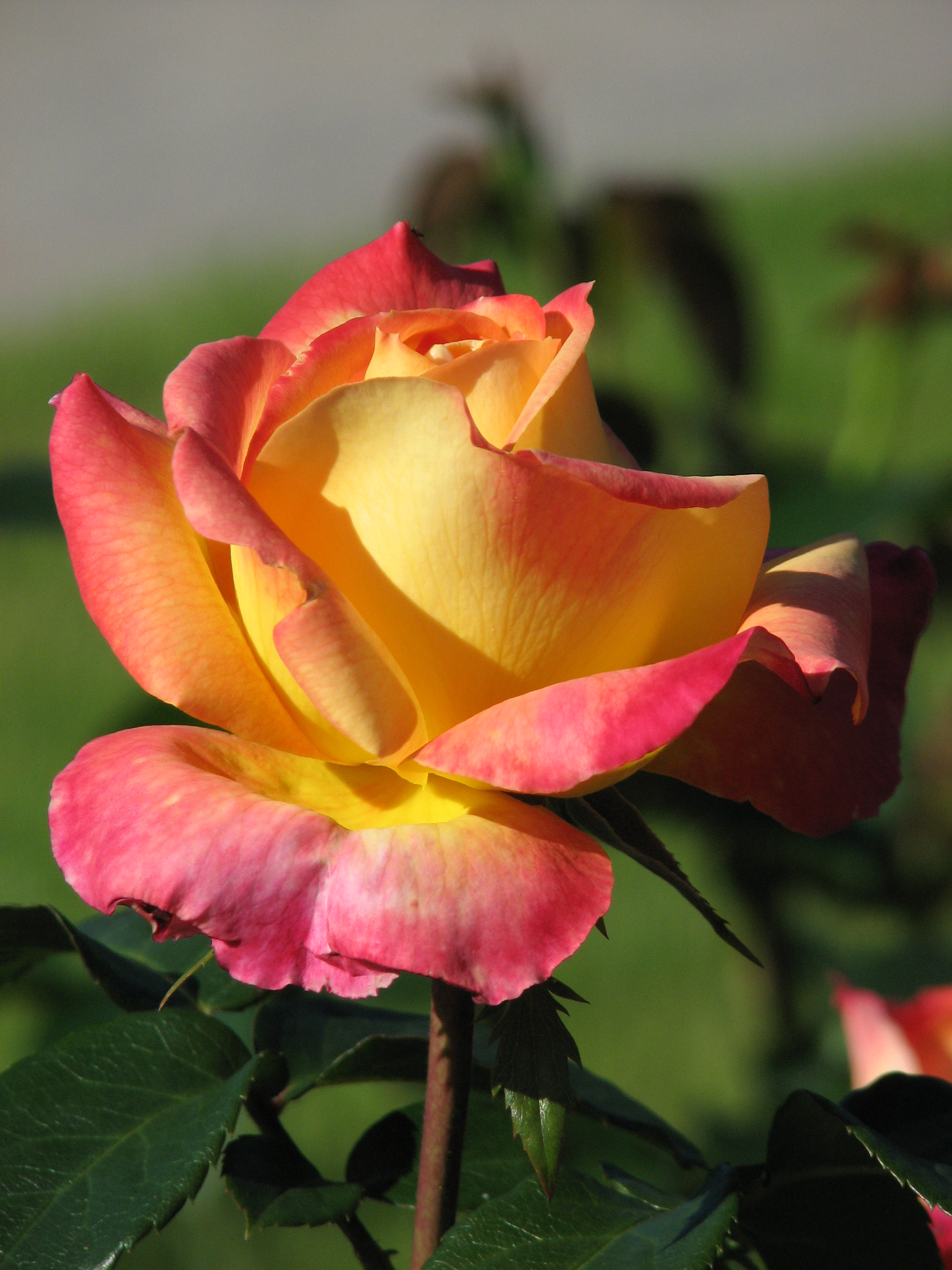
‘Pullman Orient Express’ (Lim & Twomey 1991)
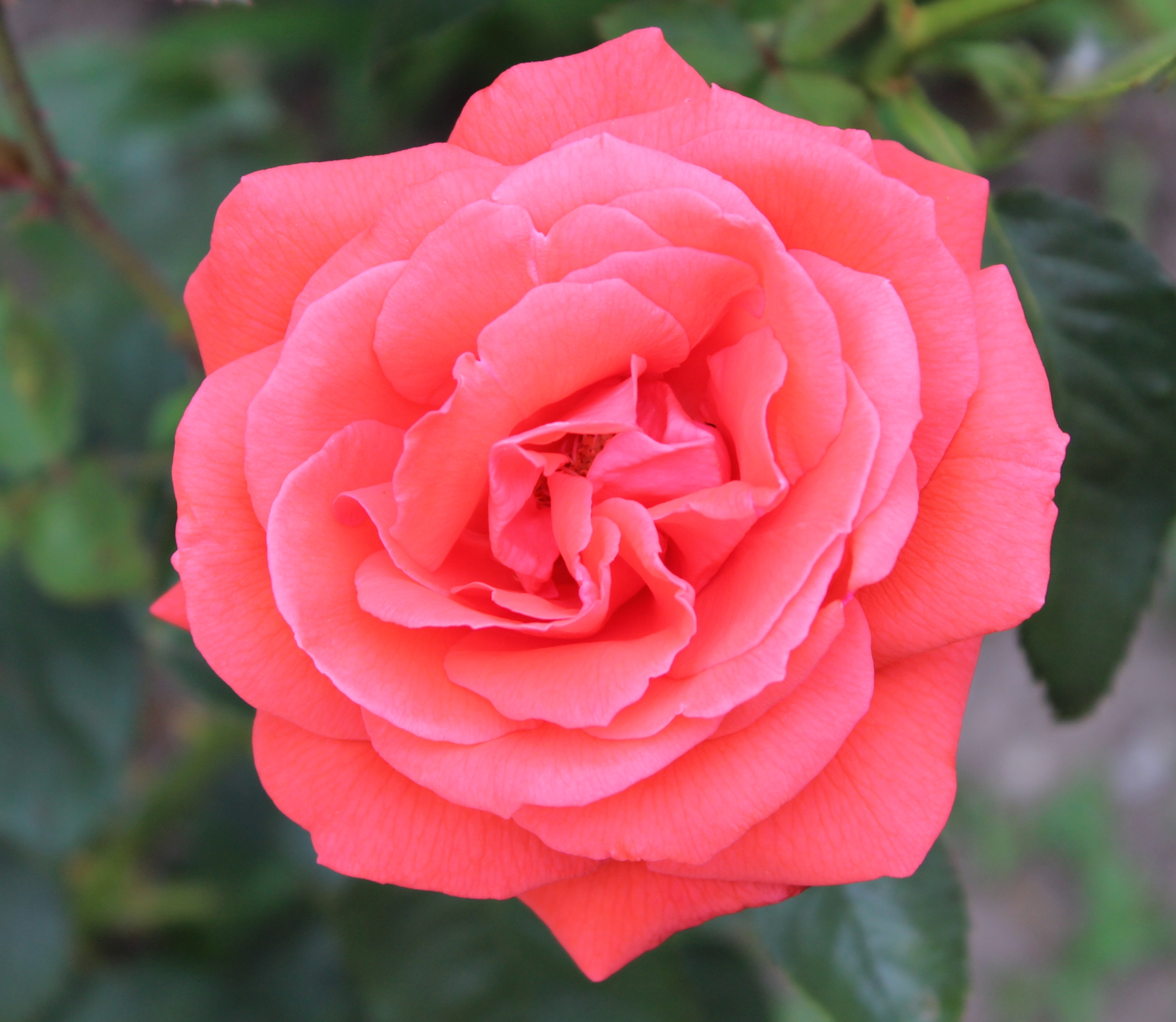
‘Super Star’ (Tantau 1960)

## Célébrations
En 1996, pour le cinquantième anniversaire de l’ONU à Genève, Boutros Boutros-Ghali a présidé une cérémonie face à 240 adolescents de 197 pays différents, leur présentant le symbole de la Rose ‘Peace’. Il leur demanda de l’emporter avec eux dans leurs pays respectifs.
2015, est l’année du 80e anniversaire de la conception de la rose 3-35-40, et le 70e anniversaire de son baptême à Pasadena en Californie.